# Marion Barry
Marion Shepilov Barry Jr. (6. března 1936 Itta Bena – 23. listopadu 2014 Washington, D.C.) byl americký politik, člen Demokratické strany a dlouholetý starosta Washingtonu.

## Životopis
Vystudoval chemii na Fiskově univerzitě a byl členem bratrstva ΑΦΑ. Angažoval se v hnutí za práva Afroameričanů a v roce 1960 se stal prvním předsedou Student Nonviolent Coordinating Committee. Založil organizaci Pride Inc., která se snažila o snížení nezaměstnanosti mezi černošským obyvatelstvem a poskytovala potravinovou pomoc potřebným. V roce 1971 byl zvolen do školní rady District of Columbia, prosazoval právo federálního distriktu na samosprávu a v roce 1974 se stal členem městské rady. V roce 1977 přežil atentát, který na něj spáchali hanífovští radikálové. V roce 1979 byl zvolen starostou Washingtonu, funkci zastával ve třech volebních obdobích. V roce 1984 podporoval kandidaturu Jesseho Jacksona na prezidenta USA.
V lednu 1990 byl zatčen pro užívání cracku a odsouzen k šesti měsícům odnětí svobody. Po propuštění z věznice se vrátil do politiky a v letech 1995 až 1999 znovu zastával úřad starosty, v letech 2005 až 2014 byl radním za obvod Ward 8. Navzdory drogovému skandálu se těšil mezi obyvateli hlavního města značné popularitě, která mu vynesla přezdívku „doživotní starosta“ (Mayor for Life byl také titul jeho vzpomínkové knihy). Zemřel ve věku 78 let na zástavu srdce a byl pohřben na Kongresovém hřbitově ve Washingtonu. V roce 2018 mu byla na Pennsylvania Avenue odhalena bronzová socha v nadživotní velikosti.